# Койда (село)
Койда — село в Мезенском районе Архангельской области. Административный центр Койденского сельского поселения.

## География
Село расположено в северной части области на расстоянии примерно в 96 километрах по прямой к северо-западу от районного центра Мезени, на правом берегу одноименной реки Койда вблизи её устья.
Часовой пояс
Село Койда как и вся Архангельская область, находится в часовой зоне МСК (московское время). Смещение применяемого времени относительно UTC составляет +3:00.

## Население
| 2002 | 2010 | 2012 |
| ---- | ---- | ---- |
| 521  | ↘427 | ↘367 |

Национальный состав
Согласно результатам переписи 2002 года, в национальной структуре населения русские составляли 85 % из 560 чел..